# Aphrissa
Aphrissa — род чешуекрылых из семейства белянок и подсемейства Coliadinae, члены которого распространены в Центральной и Южной Америки.

## Систематика
В состав рода входят:
- Aphrissa boisduvalii (C. & R. Felder, 1861) — от Гватемалы до Бразилии, Колумбия и Боливия
- Aphrissa fluminensis (d'Almeida, 1921) — Рио-де-Жанейро и Амазонас (Бразилия), Перу Aphrissa fluminensis

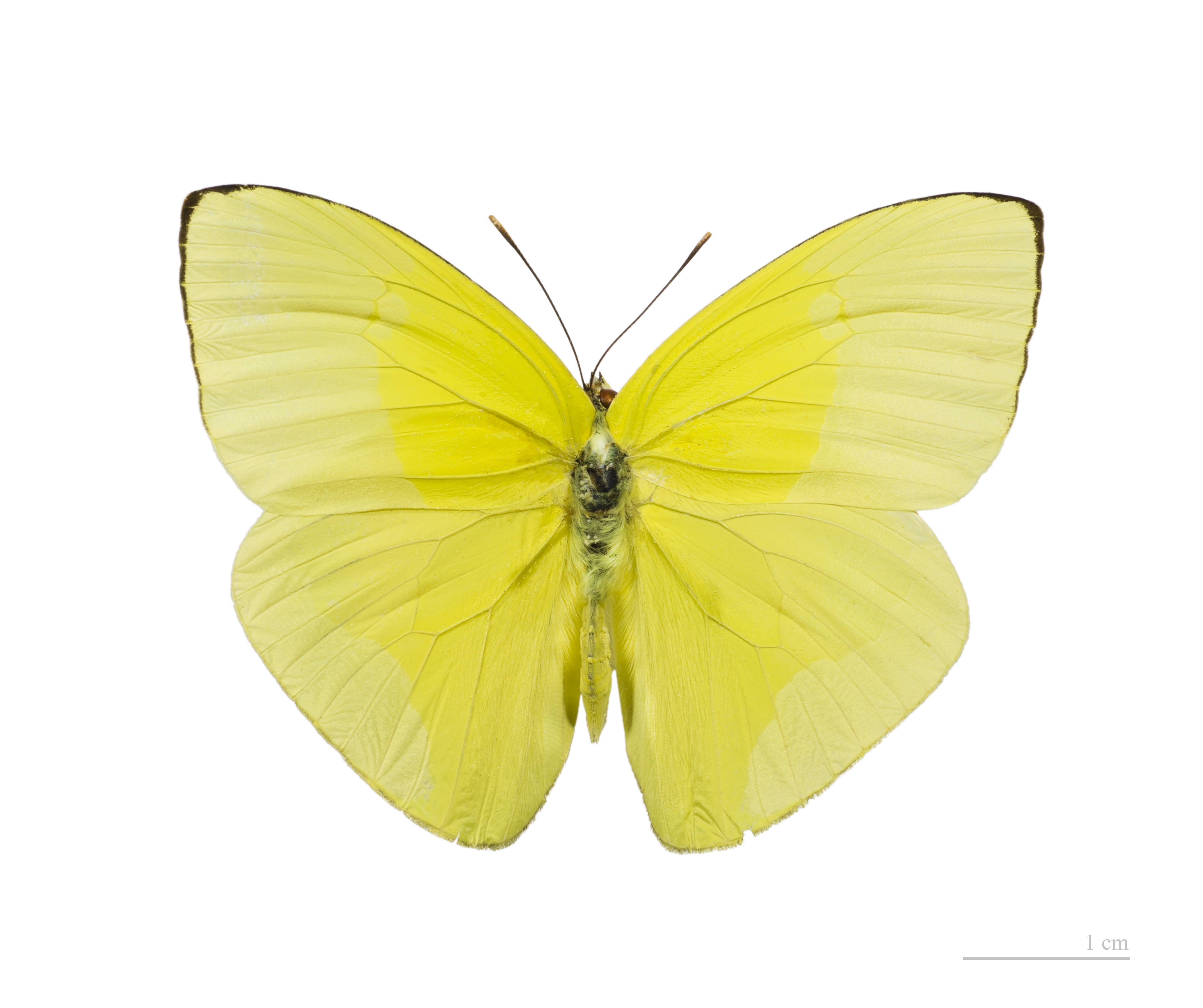
Aphrissa fluminensis

- Aphrissa godartiana (Swainson, 1821) — Центральная Америка, Пуэрто-Рико, Гаити и Ямайка
- Aphrissa neleis (Boisduval, 1836) — Куба
- Aphrissa orbis (Poey, 1832) — Гаити и Куба
- Aphrissa schausi (Avinoff, 1926) — Гватемала и Мексика
- Aphrissa statira (Cramer, 1777) — Южная часть США, Мексика, Гватемала, Гондурас, Бразилия и Аргентина
- Aphrissa wallacei (C. & R. Felder, 1862) — Перу, штаты Пара и Амазонас (Бразилия)